# Evangelia (navă)

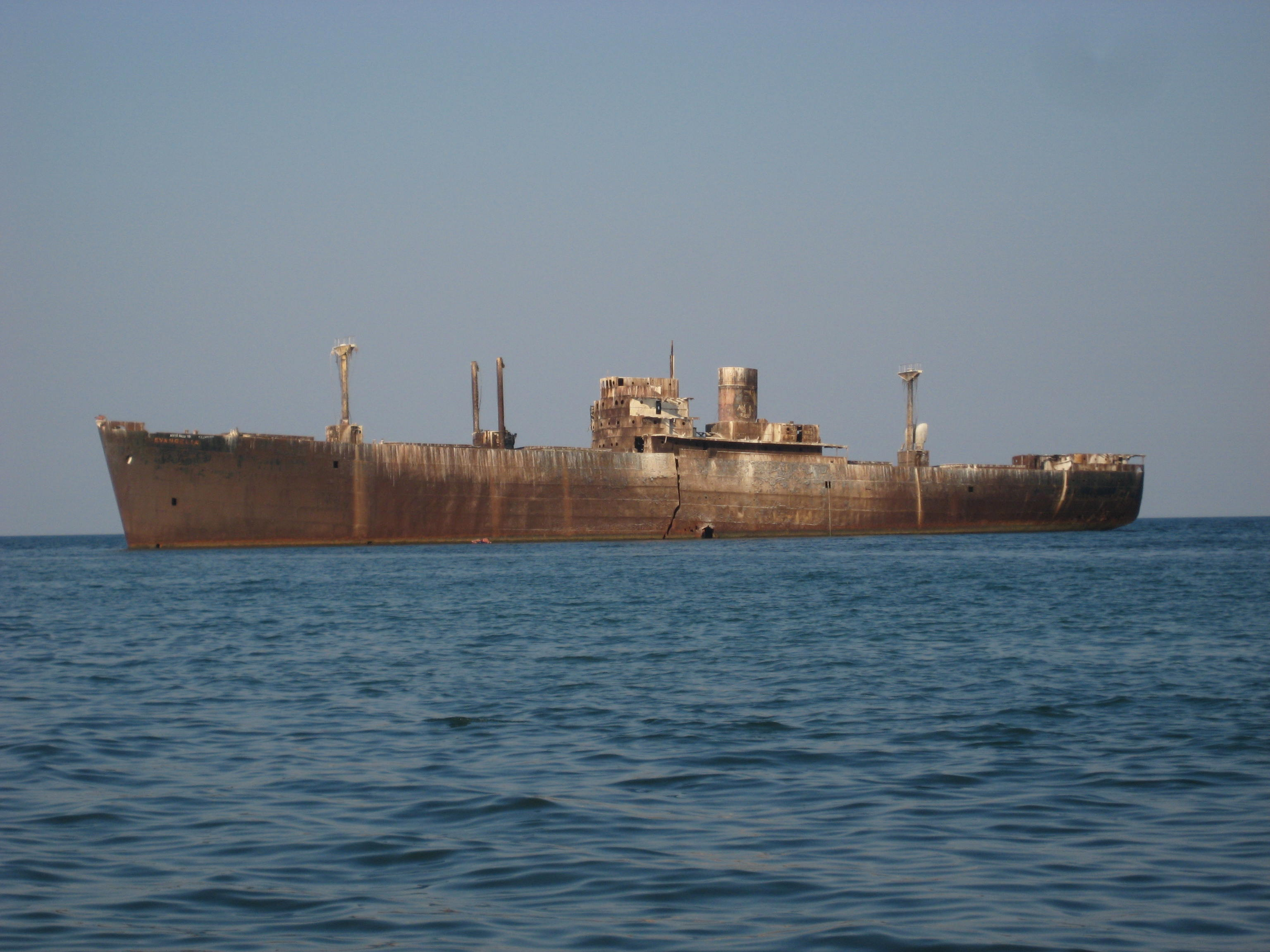
Epava navei Evangelia de la Costinești

Nava Evangelia de 7.355 tdw, motor de 2.650 CP, pavilion Grecia, a fost construită la șantierele navale Harland and Wolff din Belfast, Irlanda de Nord și lansată la apă pe 28 mai 1942. Primul proprietar a fost Blue Star Line. În perioada celui de-al doilea război mondial a fost cargou american transformat apoi în navă comercială.
De-a lungul timpului nava a purtat mai multe nume: Empire Strength până în 1946, Saxon Star până în 1961, Redbrook până în 1965 și Evangelia. Ultimul proprietar a fost „Compania Naviera Hanton Embinas Andros”. La data eșuării, inspecția efectuată imediat de salvatorii români a evidențiat faptul că, în magazia a 4-a a navei grecești se găsea un motor naval de mici dimensiuni, ambalat, ce avea ca adresă de destinație portul Constanța, (s-a dovedit ulterior că nimeni nu aștepta o asemenea marfă la Constanța). Cambuza navei era plină cu alimente, ca pentru un voiaj de lungă durată.
La 15 octombrie 1968, nava a eșuat la circa 1,5 km de plaja nordică a stațiunii Costinești, într-o zonă a falezei naturale denumită „Golful francezilor”. Cu aproximativ 12 ore înaintea eșuării, echipajul de pe Evangelia ceruse ajutor prin radio Grupului de Intervenții și Salvare Navală al portului Constanța prin transmiterea unui SOS tradus "Save Our Soul" (salvați-ne sufletul
), prin care ambarcațiunea sesiza că se află în stare de dificultate. Grupul de Intervenții a luat legătura radio cu echipajul aflând astfel că este vorba de o navă cargo sub pavilion grecesc. Conform coordonatelor transmise de greci (longitudine și latitudine) la momentul semnalării stării de dificultate nava se afla eșuată între Gura Portiței și Brațul Sfântu Gheorghe unde înainta adânc spre uscat. În acel moment nava salvator Voinicul condusă chiar de Mircea N. Ionescu Arhivat în 9 februarie 2019, la Wayback Machine. (comandantul grupului de salvare), a părăsit în grabă portul Constanța în căutarea navei eșuate. Ajunși în scurt timp în zona indicată, nava grecească nu era de găsit. După un nou contact radio, grecii au transmis salvatorului alte coordonate, îndicând o poziție undeva pe litoralul dintre Gura Portiței și zona Vadu. După alte câteva ore de căutări, din pacate, în punctul dat de coordonatele transmise nu a fost găsită nici o navă. Salvatorii de pe Voinicul au chemat încă o dată prin radio nava Evangelia, însă aceasta n-a mai răspuns. Situația inedită l-a determinat pe șeful Grupului de Salvare să solicite căutarea vasului, apelând si la salvatorul Albatros. Această navă avea un pescaj ceva mai mic decât Voinicul și putea naviga mult mai aproape de țărm. Totodată comandantul Mircea Ionescu a solicitat Grupului de Salvare să caute nava eșuată în directia opusă coordonatelor transmise de greci. Și astfel, pornind spre Sud-ul litoralului, în zorii zilei de 15 octombrie 1968, nava Evangelia a fost localizată în dreptul actualei stațiuni Costinești, la momentul respectiv un mic sat pescăresc.

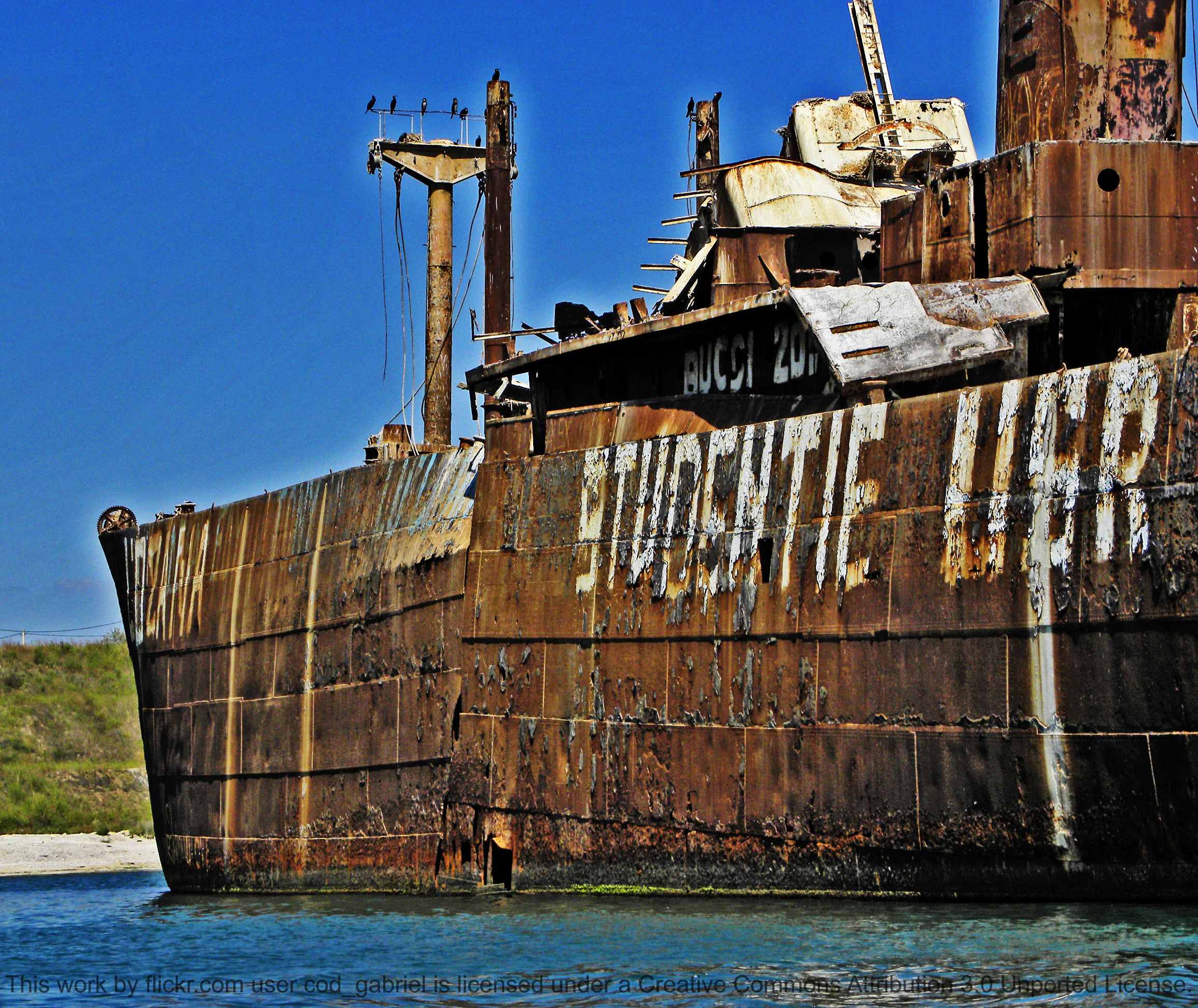
Nava Evanghelia

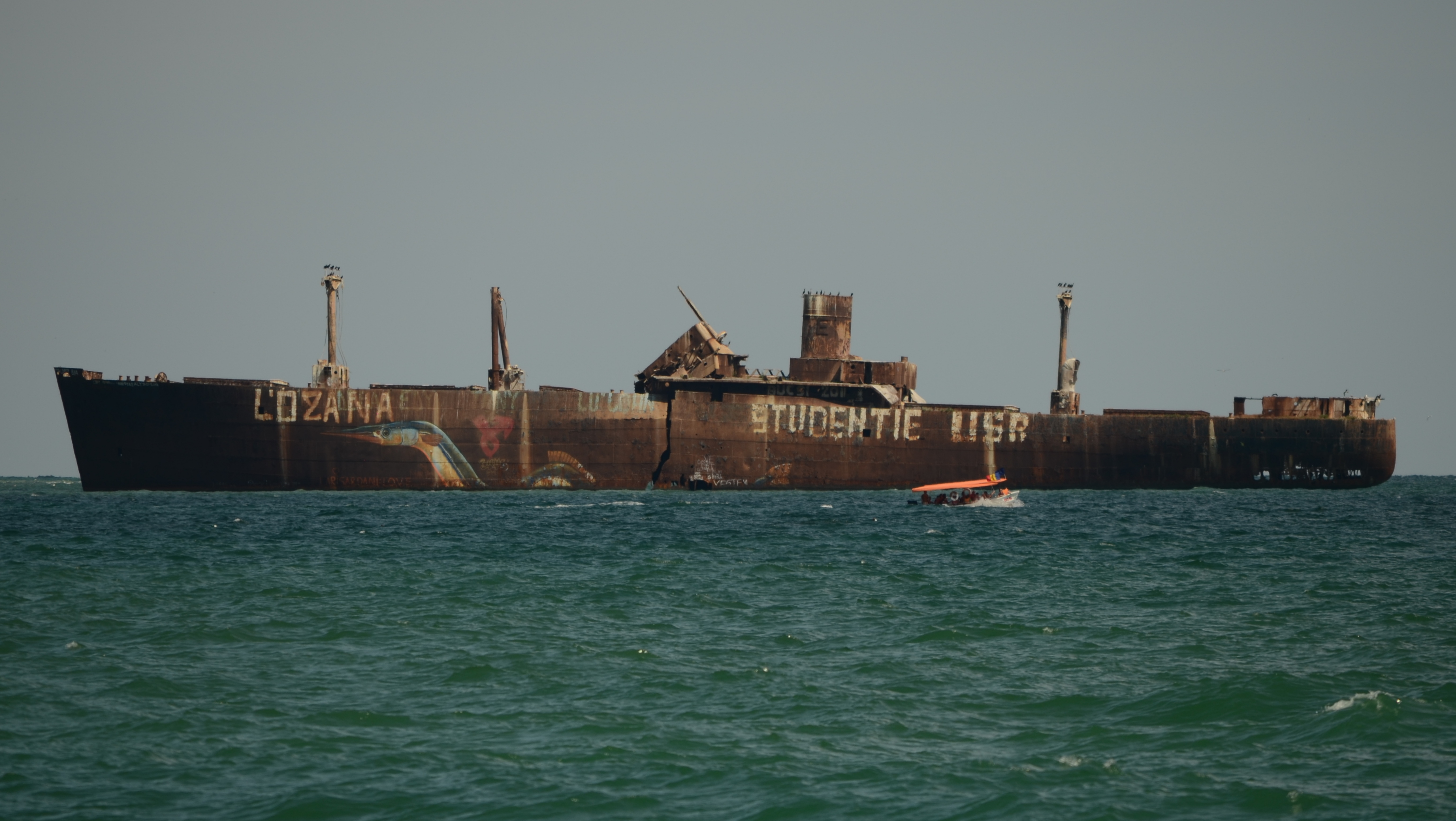
Epava de la Costinești

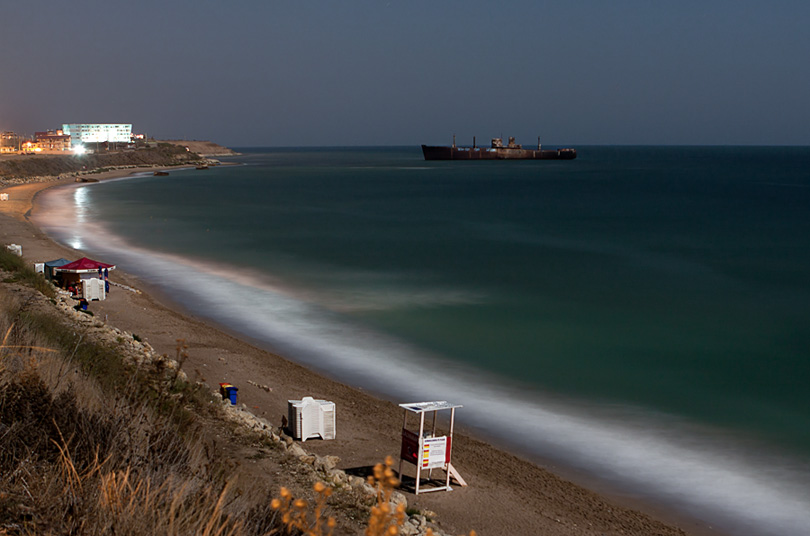

### Naufragiul
Nava era eșuată pe un petec de nisip, singurul de altfel din întreaga zonă; în rest, malul și fundul Mării sunt predominant pietroase, fapt reliefat de toate hărțile de navigație. Primul la fața locului a ajuns nava salvator Albatros, urmat la câteva ore de Voinicul.

### Dezeșuarea
Observând că vaporul nu prezintă probleme de vitalitate șeful grupului de salvare a decis pe loc demararea operațiunilor de dezeșuare. La nava Evanghelia au fost coborâte la apă ancorele și lanțurile din dotare. Nava a fost debalastată și totodată a fost deversată întreaga cantitate de apă tehnică și apă potabilă din tancuri. S-a constatat ca Evanghelia se ușurase considerabil în urma acestor operațiuni. Calculându-și punctul cu precizie, nava salvator Voinicul s-a ancorat în larg și a dat parâmă de remorcă navei Evanghelia. După numai câteva ore de tras, Evanghelia plutea din nou, fiind practic salvată. În zorii zilei următoare, nava de salvare Voinicul revine la locul eșuării, respectiv 16 octombrie 1968, iar la momentul întinderii parâmei de remorcă s-a constatat că Evangelia era din nou pusă pe uscat (eșuată) iar de data aceasta mult mai adânc. Comandantul Mircea Ionsecu a devenit suspicios și a trimis rapid un scafandru să verifice pupa navei Evangelia. Scafandrul a raportat că elicea era avariată, semn că motorul a fost pus pe "toată viteza înainte", elicea fiind astfel distrusă de fundul apei. În acel moment salvarea a fost stopată deoarece existau indicii că, pe timpul nopții, nava fusese eșuată în mod intenționat.
Conform declarațiilor date de echipajele navelor de salvare Voinicul și Albatros, nava Evangelia a fost eșuată de echipaj pentru a primi prima de asigurare, dar, consultându-se cu salvatorii români, asiguratorul a refuzat plata asigurării, acest gen de eșuări fiind o practică curentă a armatorilor greci. Întrucât echipajul a abandonat nava, potrivit regulilor internaționale nava a devenit proprietatea statului român. 
Ulterior, epava navei Evanghelia a fost intens mediatizată și împreună cu obeliscul de pe plajă, a devenit simbolul stațiunii Costinești și unul dintre punctele de atracție pentru turiști. Există și un proiect pentru refacerea structurii de rezistență, renovarea, cosmetizarea și amenajarea epavei ca punct turistic.
La revoluție nava Evanghelia a fost torpilată. În prezent nava s-a rupt in doua și pupa este în totalitate plină cu apă.

## Epava în cinematografie
Epava apare pentru prima dată în filmul polițist 7 zile (1973) al lui Mircea Veroiu, iar mai apoi și în alte filme. Astfel, în filmul Al patrulea stol (1979), regizat de Timotei Ursu, turiștii ajunși la o cherhana izolată de pe malul Mării Negre descoperă epava navei Evangelia, eșuată de curând, și urcă pe ea pentru a o explora.
În filmul Liceenii Rock'n'Roll (1991), Ștefan Bănică junior și Oana Sârbu se sărută pe țărmul Mării Negre, iar pe fundal se observă epava navei Evangelia. Scriitorul Daniel Raynal (Ovidiu Iuliu Moldovan) și prietenul său, Jean Elby (Marcel Iureș), se plimbă pe plajă în dreptul navei Evangelia în filmul Somnul insulei (1994) al lui Mircea Veroiu.